# Conus raoulensis
Conus raoulensis é uma espécie de gastrópode do gênero Conus, pertencente à família Conidae.